# Akko rossi
Akko rossi é uma espécie de peixe da família Gobiidae e da ordem Perciformes.

## Morfologia
- Os machos podem atingir 9 cm de comprimento total.[5]

## Habitat
É um peixe marítimo, de clima tropical e demersal que vive entre 7–10 m de profundidade.

## Distribuição geográfica
É encontrado no Oceano Pacífico oriental central: o Golfo de Fonseca (El Salvador).